# The Hollywood Palace
The Hollywood Palace fue un programa de televisión de variedades estadounidense, emitido entre 1964 y 1970.

## Historia
The Hollywood Palace fue un programa de variedades de una hora de duración emitido los sábados por la noche (excepto entre septiembre de 1967 y enero de 1968, cuando se emitía los lunes por la noche) en el canal ABC desde el 4 de enero de 1964 hasta el 7 de febrero de 1970.
Titulado The Saturday Night Hollywood Palace durante sus primeras semanas, comenzó como sustituto a mitad de temporada de The Jerry Lewis Show, otro programa de variedades que duró solamente tres meses.
Se emitía desde Hollywood, en el antiguo club Hollywood Playhouse, el cual fue rebautizado como Hollywood Palace durante la duración del espectáculo y posteriormente conocido como Avalon Hollywood.